# Cay

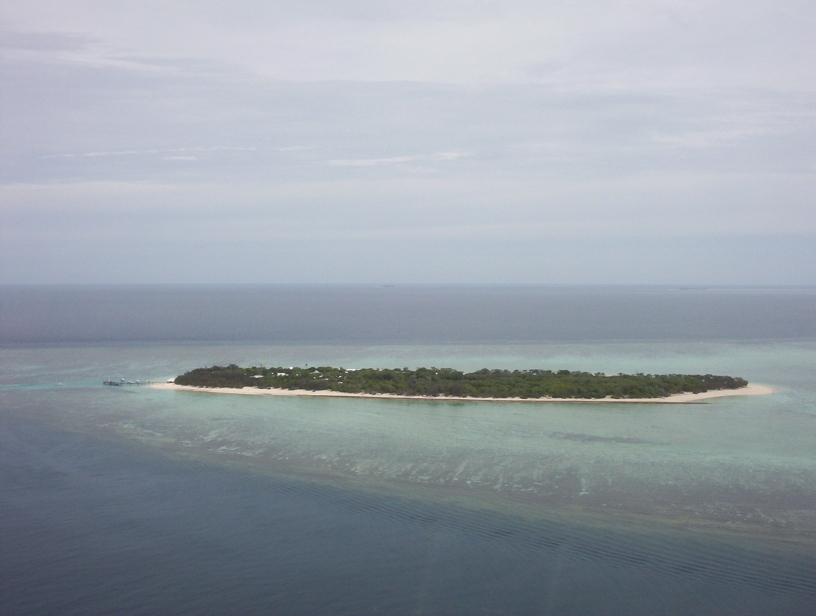
Heron, Australien

En cay (stavas även key eller cayo) är en liten, platt, sandig ö som bildats på ytan av ett korallrev. Cays förekommer i tropiska miljöer i hela Stilla havet, Atlanten och Indiska oceanen (inklusive i Västindien och på Stora barriärrevet och Belize barriärrev), där de ger beboelig och odlingsbar jordbruksmark för hundratusentals människor. Det omgivande ekosystemet i revet tillhandahåller också livsmedel och byggmaterial för öns invånare. 

## Bildande och sammansättning
Cays bildas när havsströmmar transporterar löst sediment över hela ytan av ett rev till en avsättningspunkt. Avsättningen (sedimenteringen) sker där strömmarna saktar ner eller konvergerar, och släpper sina last av sediment vilken samlas på revets yta (Hopley 1981, Gorlay 1998). Sådana punkter (noder) förekommer i lä eller lovart av revets yta i olika revbildningar, och kan ibland uppstå kring ett framskjutande gammalt rev eller strandklippa. 
Den resulterande ön av denna materialansamling består nästan uteslutande av biogena sediment - skelettdelar av växter och djur - från det omgivande revets ekosystem (Hopley 1982). Om de ackumulerade sedimenten främst består av sand kallas ön cay, om materialet främst är grus kallas ön för en motu. 
Caysediment är till stor del kalciumkarbonat (CaCO3) i sammansättning, främst av aragonit, kalkspa, och höga halter av magnesium-kalkspatsmineral. De produceras av en mängd olika växter (till exempel kalkalger, arter av gröna alger halimeda) och djur (till exempel korall, blötdjur, foraminifera). Små mängder av silikatsediment består också av bidrag från svamp och andra varelser (Chave 1964, Folk och Robles 1964, Scoffin 1987, Yamano 2000). Med tiden bildas jord och vegetation kan utvecklas på ön, med hjälp av nedfall av guano från havsfågel.

## Utveckling och stabilitet
En hel rad fysiska, kemiska och biologiska faktorer bestämmer förloppet under uppbyggnaden eller erosionen av caymiljön. Dessa faktorer är bland annat omfattningen av revets sandyteanhopningar, förändringar i havets vågor, strömmar, tidvatten, havsnivåer och väderförhållanden, formen på det underliggande revet, vilka typer och förekomst flora och fauna som producerar karbonat och andra organismer som binder, eroderar och blandar om sedimenten och som lever i det omgivande ekosystemet (Harney och Fletcher 2003, Hart och Kench 2007). 
Betydande förändringar i cays och deras omgivande ekosystem kan vara ett resultat av naturliga företeelser som en kraftiga El Niñoeffekter. Även tropiska cykloner kan bidra till att bygga eller förstöra dessa öar (Scoffin 1993, Woodroffe 2003). 
Det förekommer mycket debatt och oro över den framtida stabiliteten i cays i ett allt hårdare tryck på revets ekosystem på grund av växande befolkningsgrupper och förväntade klimatförändringar och stigande havsnivåer (Kench och Cowell 2003, Hart 2003). Det debatteras också kring huruvida dessa öar är kvarvarande minnen från slutet av Holocenperioden och som slutade bildas för tvåtusen år sedan eller, som den senaste forskningen tyder på, de fortfarande växer med betydande nytillskott av revsediment (Woodroffe et al. 2007). 
Att förstå möjliga förändringar i ursprungskällorna för sedimenten och tillförseln av material till caystränderna i samband med klimatförändringarna är en viktig nyckel för att förutsäga deras nuvarande och framtida stabilitet. Trots, eller kanske tack vare, debatten kring framtiden för cays, finns det enighet om att dessa öars miljöer är mycket komplexa och något bräckliga.

## Exempel
Exempel på cays: 
- Isla de la Juventud, Kuba
- Heron Island, en korallö på södra delen av Stora barrirärevet
- Warraber Island i mitten av Torressundet (10°12' S, 142°49' E), Australien, en liten bevuxen sand-cay enligt ett klassifikationsschema av McLean & Stoddart (1978) och Hopley (1982). Cirka 750 gånger 1500 m bred ligger denna ö på läsidan av en stor 11 km² uppstickande revplattform. Denna cay och det omgivande revet bildades under Holocenperioden, över en tidigare plattform från Pleistocenperioden (Woodroffe et al. 2000).
- Florida Keys består främst av gamla korallrev och oolitbäddar som bildats bakom reven. Några av öarna i Florida Keys, som Sand Key, är "cays" som de definierats ovan.